# Spiagge e lune
Spiagge e lune è un album inciso dal cantante Fiorello nel 1993, nel pieno del successo della trasmissione Karaoke. L'album contiene la versione cantata di San Martino, poesia di Carducci, e una cover in italiano di Please Don't Go.

## Tracce
1. San Martino (poesia di Giosuè Carducci) – 4:00 (Carducci, Cecchetti, Zuppone, Labinto)
2. Dicono (Baby I Need Your Loving) (cover delle Supremes) – 3:56 (Mapi, Holland, Dozier)
3. Puoi (Words) (cover di F.R. David) – 3:30 (Mapi, Fittoussi, Kupersmith, Yaguda)
4. Lei balla sola (Letter from My Heart) (cover di Steve Allen e Fabio Vanni) – 3:48 (Poli, Merla, Paselli)
5. Ricordati di me (Love Is in the Air) (cover di John Paul Young) – 3:12 (Mapi, Vanda, Young)
6. Sì o no (Please Don't Go) (cover di Double You) – 3:34 (Biancolino, Casey, Finch)
7. Spiagge – 4:10 (Cimatti, Aldini, David Sabiu, Bonsanto)
8. Dolce amore mio (Sugar Baby Love) (cover dei Rubettes) – 3:40 (Mapi, Bickerton, Waddington)
9. Mare nostrum – 3:41 (Biancolino, Fedrigo)
10. San Martino (remix di Fargetta) – 6:35 (Carducci, Cecchetti, Zuppone, Labinto)

## Formazione
- Fiorello - voce
- Marco Guarnerio - cori
- Roberto Baldi - cori
- Patrizia Saitta - cori
- Emanuela Cortesi - cori
- Mino Vergnaghi - cori
- Moreno Ferrara - cori
- Max Visconti - Tastiere
- Stefano Quadri - Chitarre

## Classifiche

### Classifiche settimanali
| Classifica (1993) | Posizione massima |
| ----------------- | ----------------- |
| Europa            | 41                |
| Italia            | 3                 |

### Classifiche di fine anno
| Classifica (1993) | Posizione |
| ----------------- | --------- |
| Italia            | 5         |